# Alfred H. Schutte
Alfred H. Schütte (рус. Шутэ; полное название Alfred H. Schütte GmbH & Co KG) — немецкая компания, базирующаяся в  Кёльне, производящая металлообрабатывающие станки. Компания работает в станкостроительной промышленности уже более 130 лет. На данный момент является глобальным игроком.

## История
Компания была основана в Берлине в 1880  году Альфредом Генрихом Шуттэ (1854-1936). В 1910 году строится новый завод в Кёльне. В 1940 году компания выпускает первые многошпиндельные токарные автоматы. В 1996 году на рынок выходит многоцелевой заточной станок серии WU305, выпускающийся по настоящее время.

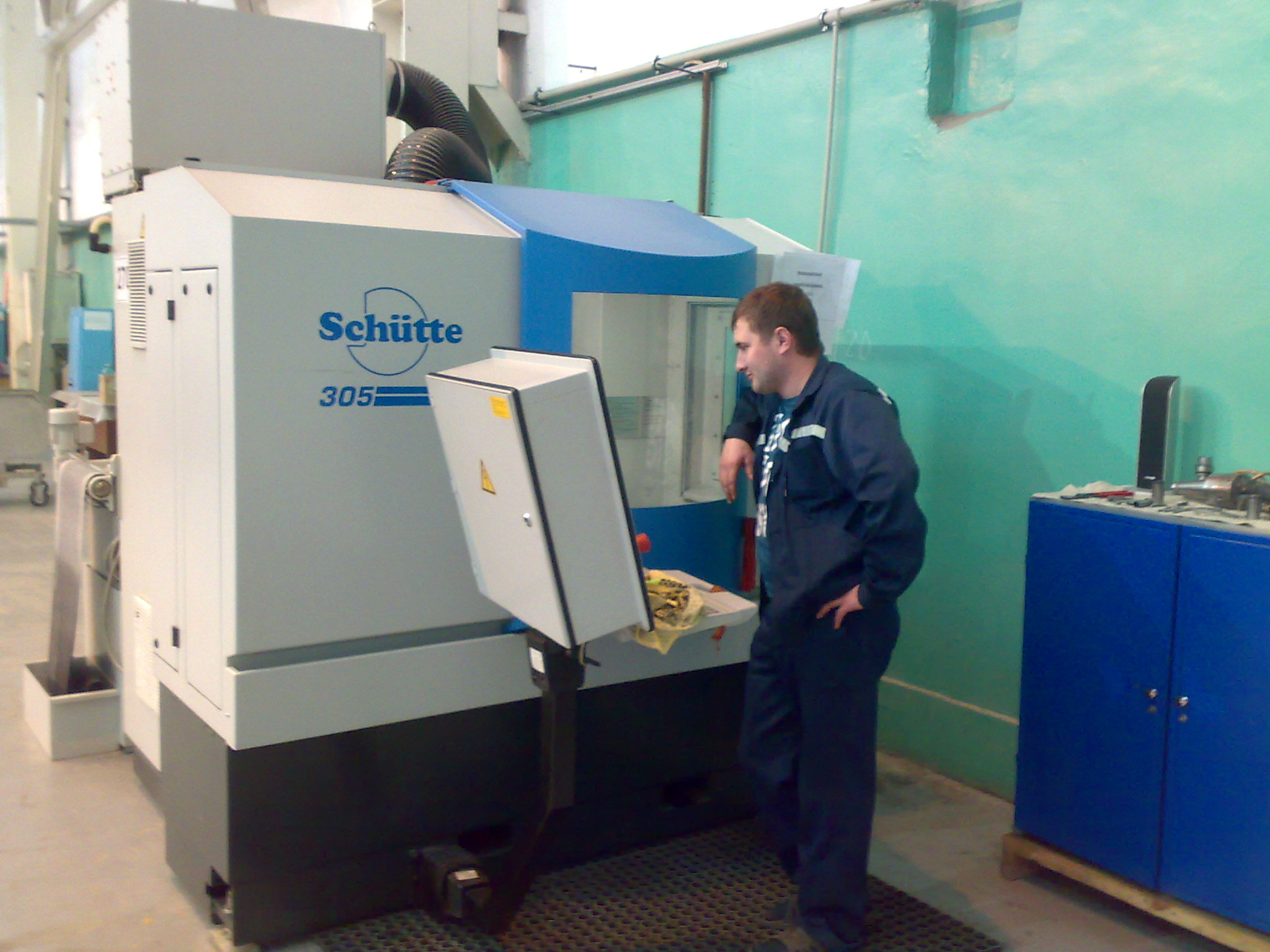
Станок Schutte WU305 на заводе Авиаагрегат г. Самара